# 니노헤시
니노헤시(일본어: 二戸市)는 일본 이와테현 내륙부 북단에 있는 시이다.

## 지리
구 니노헤시는 중앙부에 마베치강이 흐르고 동쪽으로 오리쓰메다케를 포함한다. 구 조보지정은 거의 중심을 남서쪽에서 북동쪽을 향해 흐르는 앗피강의 흐름에 따라 교통이 발전해 있고 강 하류의 열린 부분에 종합지소 등이 존재하며 서쪽으로 이나와다케를 포함한다. 가루마이정, 구노헤촌, 이치노헤정과 함께 카시오페이아 연방을 형성한다.

## 역사
무로마치 시대 이후 이곳은 난부씨의 영향하에 있었다. 니노헤라는 이름은 이때 난부씨가 영지를 9개로 나누어 각각을 이치노헤(一戸)부터 구노헤(九戸)까지 이름 붙인 것에서 유래했다고 전해진다.
메이지 유신 이후 행해진 폐번치현(1871년) 때 당초 이 지역은 아오모리현이 되었으나 1876년 이와테현에 편입되어 현재에 이른다.
난부씨가 이곳에 거성을 짓고 있었을 때의 이름이 후쿠오카성이기도 해서 일반적으로 이곳은 후쿠오카로 불렸으며, 현재의 니노헤시 중심부는 과거 니노헤군 후쿠오카정이었다.
- 1889년 4월 1일 - 정촌제 시행으로 니노헤군 후쿠오카정, 고헨치촌, 도마이촌, 이시키리도코로촌, 니삿타이촌, 긴다이치촌, 조보지촌이 성립하였다.
- 1940년 12월 25일 - 조보지촌이 정으로 승격해 조보지정이 되었다.
- 1955년 3월 10일 - 후쿠오카정이 고헨치촌, 도마이촌, 이시키리도코로촌, 니삿타이촌을 편입하였다.
- 1972년 4월 1일 - 후쿠오카정이 긴다이치촌과 합병해 니노헤시가 되었다.
- 2006년 1월 1일 - 구 니노헤시와 니노헤군 조보지정이 합병해 새로운 니노헤시가 되었다.

## 교통

### 철도
- 동일본 여객철도 도호쿠 신칸센
- IGR 이와테 은하 철도 이와테 은하 철도선

### 도로
- 하치노헤 자동차도
- 국도 4호선
- 국도 395호선(일본어판)

## 인구
| 연도 | 인구   | ±%     |
| ---- | ------ | ------ |
| 1920 | 27,217 | —      |
| 1930 | 30,054 | +10.4% |
| 1940 | 33,415 | +11.2% |
| 1950 | 40,573 | +21.4% |
| 1960 | 40,644 | +0.2%  |
| 1970 | 38,289 | −5.8%  |
| 1980 | 37,537 | −2.0%  |
| 1990 | 35,017 | −6.7%  |
| 2000 | 33,102 | −5.5%  |
| 2010 | 29,818 | −9.9%  |

## 기후
| 니노헤시의 기후                                              | 니노헤시의 기후 | 니노헤시의 기후 | 니노헤시의 기후 | 니노헤시의 기후 | 니노헤시의 기후 | 니노헤시의 기후 | 니노헤시의 기후 | 니노헤시의 기후 | 니노헤시의 기후 | 니노헤시의 기후 | 니노헤시의 기후 | 니노헤시의 기후 | 니노헤시의 기후 |
| 월                                                           | 1월             | 2월             | 3월             | 4월             | 5월             | 6월             | 7월             | 8월             | 9월             | 10월            | 11월            | 12월            | 연간            |
| ------------------------------------------------------------ | --------------- | --------------- | --------------- | --------------- | --------------- | --------------- | --------------- | --------------- | --------------- | --------------- | --------------- | --------------- | --------------- |
| 역대 최고 기온 °C (°F)                                       | 14.4 (57.9)     | 16.0 (60.8)     | 21.2 (70.2)     | 30.5 (86.9)     | 33.8 (92.8)     | 34.5 (94.1)     | 35.5 (95.9)     | 35.8 (96.4)     | 34.0 (93.2)     | 28.1 (82.6)     | 23.2 (73.8)     | 18.7 (65.7)     | 35.8 (96.4)     |
| 일평균 최고 기온 °C (°F)                                     | 1.7 (35.1)      | 2.7 (36.9)      | 7.1 (44.8)      | 14.2 (57.6)     | 20.3 (68.5)     | 23.6 (74.5)     | 26.6 (79.9)     | 27.7 (81.9)     | 23.9 (75.0)     | 17.8 (64.0)     | 11.1 (52.0)     | 4.3 (39.7)      | 15.1 (59.2)     |
| 일일 평균 기온 °C (°F)                                       | −2.3 (27.9)     | −1.6 (29.1)     | 2.0 (35.6)      | 8.1 (46.6)      | 13.9 (57.0)     | 17.7 (63.9)     | 21.5 (70.7)     | 22.5 (72.5)     | 18.4 (65.1)     | 11.7 (53.1)     | 5.7 (42.3)      | 0.2 (32.4)      | 9.8 (49.7)      |
| 일평균 최저 기온 °C (°F)                                     | −6.6 (20.1)     | −6.4 (20.5)     | −3.1 (26.4)     | 1.8 (35.2)      | 7.7 (45.9)      | 12.6 (54.7)     | 17.4 (63.3)     | 18.3 (64.9)     | 13.8 (56.8)     | 6.4 (43.5)      | 0.6 (33.1)      | −3.8 (25.2)     | 4.9 (40.8)      |
| 역대 최저 기온 °C (°F)                                       | −17.0 (1.4)     | −18.2 (−0.8)    | −15.9 (3.4)     | −8.4 (16.9)     | −1.6 (29.1)     | 2.3 (36.1)      | 8.3 (46.9)      | 8.6 (47.5)      | 1.2 (34.2)      | −2.2 (28.0)     | −9.5 (14.9)     | −14.8 (5.4)     | −18.2 (−0.8)    |
| 평균 강수량 mm (인치)                                        | 39.8 (1.57)     | 39.4 (1.55)     | 52.8 (2.08)     | 55.3 (2.18)     | 74.9 (2.95)     | 87.0 (3.43)     | 159.6 (6.28)    | 154.0 (6.06)    | 144.3 (5.68)    | 104.6 (4.12)    | 64.3 (2.53)     | 59.7 (2.35)     | 1,033.9 (40.70) |
| 평균 강설량 cm (인치)                                        | 93 (37)         | 93 (37)         | 41 (16)         | 1 (0.4)         | 0 (0)           | 0 (0)           | 0 (0)           | 0 (0)           | 0 (0)           | 0 (0)           | 1 (0.4)         | 49 (19)         | 280 (110)       |
| 평균 강우일수                                                | 9.3             | 9.2             | 10.1            | 10.0            | 9.8             | 9.5             | 11.5            | 11.2            | 11.2            | 10.3            | 11.3            | 10.8            | 124.2           |
| 평균 강설일수                                                | 12.0            | 11.9            | 4.5             | 0.1             | 0               | 0               | 0               | 0               | 0               | 0               | 0.1             | 5.7             | 34.3            |
| 평균 월간 일조시간                                           | 98.9            | 111.4           | 156.8           | 181.8           | 198.8           | 173.1           | 143.5           | 160.6           | 146.2           | 148.2           | 117.6           | 96.5            | 1,733.4         |
| 출처: 일본 기상청 (평년값: 1991년~2020년, 극값: 1976년~현재) |                 |                 |                 |                 |                 |                 |                 |                 |                 |                 |                 |                 |                 |